# Nati nel 1993/Gennaio
| Questa pagina contiene informazioni ricavate automaticamente dalle voci biografiche con l'ausilio del template Bio e di un bot. L'aggiornamento è periodico e automatico e ricostruisce completamente la pagina. Se manca una persona in questa lista, sei pregato di non aggiungerla, ma accertati piuttosto che la sua voce biografica contenga il template Bio e che i dati anagrafici siano correttamente compilati. Se il template Bio manca, inseriscilo tu stesso o, in alternativa, metti l'avviso {{tmp\|Bio}} che ne segnala la mancanza. Se i dati riportati sono sbagliati, correggi direttamente la voce biografica; le modifiche saranno visibili in questa lista entro pochi giorni. Per chiarimenti vedi il progetto biografie. La lista contiene solo le 560 persone che sono citate nell'enciclopedia e per le quali è stato implementato correttamente il template Bio. Pagina aggiornata al 10 ago 2025. |

- 1º gennaio - Emadeldin Abdellatif, tuffatore egiziano
- 1º gennaio - De'Vondre Campbell, giocatore di football americano statunitense
- 1º gennaio - Abdoulaye Doucouré, calciatore francese
- 1º gennaio - Maduabuchi Ejike, ex calciatore nigeriano
- 1º gennaio - Seray Ercan, attrice teatrale turca
- 1º gennaio - Hazar Ergüçlü, attrice turca
- 1º gennaio - Luca Gianinazzi, allenatore di hockey su ghiaccio e ex hockeista su ghiaccio svizzero
- 1º gennaio - Marcus Gilbert, cestista statunitense
- 1º gennaio - Sifan Hassan, mezzofondista etiope
- 1º gennaio - Tyler Higbee, giocatore di football americano statunitense
- 1º gennaio - Juan Jaime, calciatore argentino
- 1º gennaio - Hussein Jwayed, calciatore siriano
- 1º gennaio - Rose Lokonyen, mezzofondista sudsudanese
- 1º gennaio - Larry Nance, cestista statunitense
- 1º gennaio - Axel Ngando, calciatore francese
- 1º gennaio - Michael Olaitan, ex calciatore nigeriano
- 1º gennaio - Mihajilo Popović, calciatore serbo
- 1º gennaio - Sumit Sangwan, pugile indiano
- 1º gennaio - Mario Gentil Silva, taekwondoka portoghese
- 1º gennaio - Artemis Spanou, cestista greca
- 1º gennaio - Hérica Tibúrcio, artista marziale mista brasiliana
- 1º gennaio - Oğuz Yılmaz, calciatore turco
- 1º gennaio - Awad Zaid, calciatore sudanese
- 1º gennaio - Sadık Çiftpınar, calciatore turco
- 1º gennaio - Dominika Čonč, calciatrice slovena
- 1º gennaio - Hatice Kübra İlgün, taekwondoka turca
- 2 gennaio - Jonna Andersson, calciatrice svedese
- 2 gennaio - Yazid Atouba, ex calciatore camerunese
- 2 gennaio - Molham Babouli, calciatore siriano
- 2 gennaio - Rúben Freitas, calciatore portoghese
- 2 gennaio - Rodrigo Gómez, calciatore argentino
- 2 gennaio - Rebekka Haase, velocista tedesca
- 2 gennaio - Daniel Huber, saltatore con gli sci austriaco
- 2 gennaio - Nodar Kavtaradze, calciatore russo
- 2 gennaio - David Nshimirimana, calciatore burundese
- 2 gennaio - Giada Oliviero, calciatrice italiana
- 2 gennaio - Marcel Schrötter, pilota motociclistico tedesco
- 2 gennaio - Amela Terzić, mezzofondista serba
- 2 gennaio - Bryson Tiller, cantautore e rapper statunitense
- 3 gennaio - Evelis Aguilar, multiplista colombiana
- 3 gennaio - Kaisa Alanko, pallavolista finlandese
- 3 gennaio - Sara Alberti, pallavolista italiana
- 3 gennaio - Villyan Bijev, ex calciatore bulgaro
- 3 gennaio - Farzaneh Fasihi, velocista iraniana
- 3 gennaio - Ana Gonçalves, cestista angolana
- 3 gennaio - Matěj Hybš, calciatore ceco
- 3 gennaio - Vincent Philipo, calciatore tanzaniano
- 3 gennaio - Katie Ryan, ex sciatrice alpina statunitense
- 3 gennaio - Shi Jinglin, nuotatrice cinese
- 3 gennaio - Kevin Ware, cestista statunitense
- 4 gennaio - Fitch Arboleda, calciatore filippino
- 4 gennaio - Manu Gavassi, cantante e attrice brasiliana
- 4 gennaio - Tomasz Gielo, cestista polacco
- 4 gennaio - Giovani Hernández, calciatore messicano
- 4 gennaio - Vladyslav Kalytvyncev, calciatore ucraino
- 4 gennaio - Kim So-dam, cestista sudcoreana
- 4 gennaio - James Michael McAdoo, cestista statunitense
- 4 gennaio - Mahmoud Metwalli, calciatore egiziano
- 4 gennaio - Martin Paasoja, cestista estone
- 4 gennaio - Kojey Radical, cantante e rapper britannico
- 4 gennaio - Bvcovia, rapper rumeno
- 4 gennaio - Scott Redding, pilota motociclistico britannico
- 4 gennaio - Saleh Salem, scacchista emiratino
- 4 gennaio - Jorge Sanz Rodríguez, cestista spagnolo
- 4 gennaio - George Thorne, ex calciatore inglese
- 4 gennaio - Nasser Valverde, calciatore nicaraguense
- 5 gennaio - Alaeddine Ajaraie, calciatore marocchino
- 5 gennaio - Pape Ibnou Ba, calciatore senegalese
- 5 gennaio - Jevhen Bochašvili, calciatore ucraino
- 5 gennaio - Alex Bolt, tennista australiano
- 5 gennaio - Lorenzo Dalle Piagge, giocatore di football americano italiano
- 5 gennaio - Phillip Dorsett, giocatore di football americano statunitense
- 5 gennaio - Franz Drameh, attore britannico
- 5 gennaio - Ellie Faulkner, nuotatrice britannica
- 5 gennaio - Merab Gigauri, calciatore georgiano
- 5 gennaio - Marco Laganà, cestista italiano
- 5 gennaio - M.R. Lalith Babu, scacchista indiano
- 5 gennaio - Liu Zhiyu, canottiere cinese
- 5 gennaio - Tomáš Malec, calciatore slovacco
- 5 gennaio - Elijah Manangoi, mezzofondista keniota
- 5 gennaio - Mirzad Mehanović, calciatore bosniaco
- 5 gennaio - Jolanda Neff, mountain biker, ciclista su strada e ciclocrossista svizzera
- 5 gennaio - Michael Ojo, cestista nigeriano († 2020)
- 5 gennaio - Nate Orchard, giocatore di football americano statunitense
- 5 gennaio - De'Anthony Thomas, giocatore di football americano statunitense
- 5 gennaio - Alex Trivellato, hockeista su ghiaccio italiano
- 5 gennaio - Vladimir Zubarev, ex calciatore russo
- 5 gennaio - Alichan Šavaev, calciatore russo
- 6 gennaio - Artémis Afonso, cestista angolana
- 6 gennaio - Maicon de Andrade, taekwondoka brasiliano
- 6 gennaio - Ramiro Arias, calciatore argentino
- 6 gennaio - Ejke Blomberg, attore svedese
- 6 gennaio - Vitalij Bujal's'kyj, calciatore ucraino
- 6 gennaio - Mite Cikarski, calciatore macedone
- 6 gennaio - Pat Connaughton, cestista e ex giocatore di baseball statunitense
- 6 gennaio - Jesús Corona, calciatore messicano
- 6 gennaio - Ivan Demakov, pallavolista russo
- 6 gennaio - Afonso Figueiredo, ex calciatore portoghese
- 6 gennaio - Anna Gyarmati, ex snowboarder ungherese
- 6 gennaio - Gökhan Gökgöz, pallavolista turco
- 6 gennaio - Jesús Hernández, calciatore venezuelano
- 6 gennaio - Ardit Hila, calciatore albanese
- 6 gennaio - Katja Horvat, ex sciatrice alpina slovena
- 6 gennaio - Sonny Kittel, calciatore tedesco
- 6 gennaio - Eulises Pavón, calciatore nicaraguense
- 6 gennaio - Isnairo Reis Silva Morais, calciatore brasiliano
- 6 gennaio - Andi Renja, calciatore albanese
- 6 gennaio - Kemar Roofe, calciatore giamaicano
- 6 gennaio - Jérôme Roussillon, calciatore francese
- 6 gennaio - Edin Rustemović, calciatore bosniaco
- 6 gennaio - Wellington Silva, calciatore brasiliano
- 6 gennaio - Silvana Stanco, tiratrice a volo italiana
- 6 gennaio - Lil Reese, rapper statunitense
- 6 gennaio - Calvin Watson, ex ciclista su strada australiano
- 6 gennaio - Taku Yashiro, doppiatore giapponese
- 6 gennaio - Amil Yunanov, calciatore azero
- 6 gennaio - Wang Zhibao, pugile cinese
- 7 gennaio - Darby Allin, wrestler statunitense
- 7 gennaio - Michael Carrera, cestista venezuelano
- 7 gennaio - Laimonas Chatkevičius, ex cestista lituano
- 7 gennaio - Solomon Duah, calciatore finlandese
- 7 gennaio - Filip Horanský, tennista slovacco
- 7 gennaio - Hugo Invernizzi, cestista francese
- 7 gennaio - Jairo Jiménez, calciatore panamense
- 7 gennaio - Olivier Jäckle, calciatore svizzero
- 7 gennaio - Josip Krznarić, calciatore croato
- 7 gennaio - Barak Levi, calciatore israeliano
- 7 gennaio - Markus Mendler, calciatore tedesco
- 7 gennaio - Jeremiah Mordi, cestista nigeriano
- 7 gennaio - Gergő Nagy, calciatore ungherese
- 7 gennaio - Jan Oblak, calciatore sloveno
- 7 gennaio - Jorge Luis Rojas, calciatore paraguaiano
- 7 gennaio - Ali Samari, pesista iraniano
- 7 gennaio - Nico Santos, cantante e cantautore tedesco
- 7 gennaio - Mamadou Sy, giocatore di football americano francese
- 7 gennaio - Komronshokh Ustopiriyon, judoka tagiko
- 7 gennaio - Negus Webster-Chan, cestista canadese
- 7 gennaio - Yang Li, calciatrice cinese
- 7 gennaio - Li Ying, calciatrice cinese
- 8 gennaio - Florian Ballas, calciatore tedesco
- 8 gennaio - Nigel Bertrams, ex calciatore olandese
- 8 gennaio - Skylar Brandt, danzatrice statunitense
- 8 gennaio - Isaiah Crowell, giocatore di football americano statunitense
- 8 gennaio - Shannon Dugan, pallavolista statunitense
- 8 gennaio - Anni Espar, pallanuotista spagnola
- 8 gennaio - Fernando Andrade dos Santos, calciatore brasiliano
- 8 gennaio - Giovanni Galbieri, velocista italiano
- 8 gennaio - Brooke Greenberg, statunitense († 2013)
- 8 gennaio - Randell Harrevelt, calciatore olandese
- 8 gennaio - William Karlsson, hockeista su ghiaccio svedese
- 8 gennaio - Nutthasit Kotimanuswanich, attore thailandese
- 8 gennaio - Hannah O'Neill, ballerina neozelandese
- 8 gennaio - Rafael Rizzi, giocatore di calcio a 5 brasiliano
- 8 gennaio - Igor Sartori, calciatore brasiliano
- 8 gennaio - Shi Ke, calciatore cinese
- 8 gennaio - Tang Yi, ex nuotatrice cinese
- 8 gennaio - Paul Turpin, cestista francese
- 8 gennaio - Ashley Vázquez, pallavolista portoricana
- 9 gennaio - Ashley Argota, attrice statunitense
- 9 gennaio - Nicolai Brock-Madsen, ex calciatore danese
- 9 gennaio - Erick Cabalceta, calciatore costaricano
- 9 gennaio - Joonas Cavén, ex cestista finlandese
- 9 gennaio - Calli Thackery, mezzofondista e maratoneta britannica
- 9 gennaio - Joshua Hook, pilota motociclistico australiano
- 9 gennaio - Anthony van den Hurk, calciatore olandese
- 9 gennaio - Chrīstos Intzidīs, calciatore greco
- 9 gennaio - Katarina Johnson-Thompson, multiplista e lunghista britannica
- 9 gennaio - Whitney Knight, cestista statunitense
- 9 gennaio - Anasztázia Nguyen, lunghista e velocista ungherese
- 9 gennaio - Marcus Peters, giocatore di football americano statunitense
- 9 gennaio - Murilo Schiochet, giocatore di calcio a 5 brasiliano
- 9 gennaio - Matthew Steenvoorden, calciatore olandese
- 9 gennaio - Stepan Tarabalka, militare e aviatore ucraino († 2022)
- 9 gennaio - Wang Qiuming, calciatore cinese
- 10 gennaio - Rauw Alejandro, cantautore e rapper portoricano
- 10 gennaio - Valentina Diouf, pallavolista italiana
- 10 gennaio - Giuseppe Giofrè, ballerino, coreografo e cantante italiano
- 10 gennaio - Ihor Hončar, calciatore ucraino
- 10 gennaio - Jens Jønsson, calciatore danese
- 10 gennaio - John Kim, attore australiano
- 10 gennaio - Ryan Klapp, calciatore lussemburghese
- 10 gennaio - Lee Chan-dong, calciatore sudcoreano
- 10 gennaio - Osvaldas Olisevičius, cestista lituano
- 10 gennaio - Tobias Rieder, hockeista su ghiaccio tedesco
- 10 gennaio - Caterina Shulha, attrice e modella bielorussa
- 10 gennaio - Marcel Tisserand, calciatore francese
- 10 gennaio - Murray Wallace, calciatore scozzese
- 11 gennaio - Alberto Almici, calciatore italiano
- 11 gennaio - Tayfur Bingöl, calciatore turco
- 11 gennaio - Chris Boucher, cestista santaluciano
- 11 gennaio - Lucia Conte, calciatrice italiana
- 11 gennaio - Jesper Drost, calciatore olandese
- 11 gennaio - Joachim Eickmayer, calciatore francese
- 11 gennaio - Nadia Eke, triplista ghanese
- 11 gennaio - Manuel Faißt, combinatista nordico tedesco
- 11 gennaio - Thomas Gipson, cestista statunitense
- 11 gennaio - Michael Keane, calciatore inglese
- 11 gennaio - William Keane, calciatore inglese
- 11 gennaio - Julian Lüftner, snowboarder austriaco
- 11 gennaio - Teymur Məmmədov, pugile azero
- 11 gennaio - Mahmut Orhan, produttore discografico e disc jockey turco
- 11 gennaio - Park Jung-hwan, goista sudcoreano
- 11 gennaio - Ankita Raina, tennista indiana
- 11 gennaio - Hunter Reese, tennista statunitense
- 11 gennaio - Timo Roosen, ciclista su strada olandese
- 11 gennaio - Ksenija Tichonenko, cestista kazaka
- 12 gennaio - Tiago Alves, calciatore brasiliano
- 12 gennaio - Dennis Antwi, calciatore ghanese
- 12 gennaio - Jamel Artis, cestista statunitense
- 12 gennaio - Michail Bašilov, calciatore russo
- 12 gennaio - George Brough, ex calciatore britannico
- 12 gennaio - D.O., cantante e attore sudcoreano
- 12 gennaio - Peter Deng, ex calciatore sudsudanese
- 12 gennaio - Samet Geyik, cestista turco
- 12 gennaio - Branimir Hrgota, calciatore svedese
- 12 gennaio - Lloyd Isgrove, calciatore gallese
- 12 gennaio - Eve Lindley, attrice e modella statunitense
- 12 gennaio - Zayn, cantante britannico
- 12 gennaio - Francisco Martínez, giocatore di calcio a 5 paraguaiano
- 12 gennaio - Hugo Martínez, giocatore di calcio a 5 paraguaiano
- 12 gennaio - Jeroen Meijers, ciclista su strada e ciclocrossista olandese
- 12 gennaio - Aika Mitsui, cantante e ballerina giapponese
- 12 gennaio - Ajara Nchout, calciatrice camerunese
- 12 gennaio - Simone Pecorini, calciatore italiano
- 12 gennaio - Islambek Qýat, calciatore kazako
- 12 gennaio - Julien Vercauteren, calciatore belga
- 12 gennaio - Christoph Zimmermann, calciatore tedesco
- 13 gennaio - Beáta Adamcová, ex cestista ceca
- 13 gennaio - Fahd Aktaou, ex calciatore olandese
- 13 gennaio - Kendall Anthony, cestista statunitense
- 13 gennaio - Tyler Barnhardt, attore statunitense
- 13 gennaio - Dino Bevab, ex calciatore bosniaco
- 13 gennaio - Paul Dawson, giocatore di football americano statunitense
- 13 gennaio - Dániel Farkas, calciatore serbo
- 13 gennaio - Mauro Fraresso, giavellottista italiano
- 13 gennaio - Alhassan Kamara, ex calciatore sierraleonese
- 13 gennaio - Dee-Ann Kentish-Rogers, modella e ex multiplista anguillana
- 13 gennaio - Xénia Krizsán, multiplista ungherese
- 13 gennaio - Uffe Manich Bech, ex calciatore danese
- 13 gennaio - Samir Mastiev, combinatista nordico russo
- 13 gennaio - Sachika Misawa, doppiatrice giapponese
- 13 gennaio - Leandro dos Santos, pallavolista brasiliano
- 13 gennaio - Kasper Pedersen, calciatore danese
- 13 gennaio - Jaime Rosón, ciclista su strada spagnolo
- 13 gennaio - Storm Roux, calciatore neozelandese
- 13 gennaio - Dobrivoj Rusov, calciatore slovacco
- 13 gennaio - Stefano Sabelli, calciatore italiano
- 13 gennaio - Marcel Schuhen, calciatore tedesco
- 13 gennaio - Pieros Sōtīriou, calciatore cipriota
- 13 gennaio - Jorge Troncoso, ex calciatore cileno
- 13 gennaio - Max Whitlock, ginnasta inglese
- 13 gennaio - Adelina Zagidullina, schermitrice russa
- 14 gennaio - Mahmood Al-Mushaifri, calciatore omanita
- 14 gennaio - Oscar Benítez, calciatore argentino
- 14 gennaio - Daniel Bessa, calciatore brasiliano
- 14 gennaio - Damla Colbay, attrice turca
- 14 gennaio - Fabricio Formiliano, calciatore uruguaiano
- 14 gennaio - James Rungaru, maratoneta e mezzofondista keniota
- 14 gennaio - Luigi Iovino, politico italiano
- 14 gennaio - Marija Lasickene, altista russa
- 14 gennaio - Márcio Marcelo Leite Júnior, ex calciatore brasiliano
- 14 gennaio - Ryan Mather, pallavolista statunitense
- 14 gennaio - Kévin Mayi, calciatore francese
- 14 gennaio - Abbie McManus, ex calciatrice britannica
- 14 gennaio - David Nwaba, cestista statunitense
- 14 gennaio - Tó Zé, calciatore portoghese
- 14 gennaio - Molly Tuttle, cantautrice statunitense
- 14 gennaio - C.J. Uzomah, giocatore di football americano statunitense
- 15 gennaio - Kadeem Allen, cestista statunitense
- 15 gennaio - Tommaso Boni, rugbista a 15 italiano
- 15 gennaio - Ramón Burgos, pallavolista portoricano
- 15 gennaio - Elgin Cook, cestista statunitense
- 15 gennaio - Frank Fois, chitarrista e cantante italiano
- 15 gennaio - Ben Gibson, calciatore inglese
- 15 gennaio - Israel Gutiérrez, cestista messicano
- 15 gennaio - Fong Hoi Sun, schermidore hongkonghese
- 15 gennaio - Amro Jenyat, calciatore siriano
- 15 gennaio - Niko Kata, calciatore equatoguineano
- 15 gennaio - Daler Kuzjaev, calciatore russo
- 15 gennaio - Li Fabin, sollevatore cinese
- 15 gennaio - Jackner Louis, calciatore bahamense
- 15 gennaio - Christian Mafla, calciatore colombiano
- 15 gennaio - Dylan McGeouch, calciatore scozzese
- 15 gennaio - Eric Miller, calciatore statunitense
- 15 gennaio - Joseph Mora, calciatore costaricano
- 15 gennaio - Matheus Simonete Bressaneli, calciatore brasiliano
- 15 gennaio - Wil Trapp, calciatore statunitense
- 15 gennaio - Paulina Vega, modella colombiana
- 15 gennaio - Jean-Brice Wadriako, calciatore francese
- 16 gennaio - Kemi Adekoya, velocista e ostacolista nigeriana
- 16 gennaio - Hannes Anier, ex calciatore estone
- 16 gennaio - Saša Avramović, ex cestista serbo
- 16 gennaio - Gonzalo Bueno, calciatore uruguaiano
- 16 gennaio - Magnus Cort Nielsen, ciclista su strada danese
- 16 gennaio - Giulia D'Antoni, calciatrice italiana
- 16 gennaio - Papa Demba Camara, calciatore senegalese
- 16 gennaio - Soané Falafala, pallavolista francese
- 16 gennaio - Amandine Hesse, tennista francese
- 16 gennaio - Ahmet Oğuz, calciatore turco
- 16 gennaio - Christoffer Remmer, calciatore danese
- 16 gennaio - Aminata Savadogo, cantante e flautista lettone
- 16 gennaio - Ángela Sosa, calciatrice spagnola
- 16 gennaio - Andrei Ursu, cantante e ballerino rumeno
- 17 gennaio - Shan Ako, cantante e attrice britannica
- 17 gennaio - Sivert Amland, arbitro di calcio norvegese
- 17 gennaio - Jeremiah Attaochu, giocatore di football americano nigeriano
- 17 gennaio - Edvinas Girdvainis, calciatore lituano
- 17 gennaio - Borja Iglesias, calciatore spagnolo
- 17 gennaio - Amanda Ilestedt, calciatrice svedese
- 17 gennaio - Fraser Kerr, calciatore scozzese
- 17 gennaio - Ádám Lang, calciatore ungherese
- 17 gennaio - Rusiate Matarerega, calciatore figiano
- 17 gennaio - Anastasija Nazarenko, ginnasta russa
- 17 gennaio - Artur Pinheiro, giocatore di football americano spagnolo
- 17 gennaio - Amritpal Singh, politico indiano
- 17 gennaio - Chrystyna Solovij, cantante ucraina
- 17 gennaio - José Sá, calciatore portoghese
- 17 gennaio - Patrik Vass, calciatore ungherese
- 17 gennaio - Toni Vastić, calciatore austriaco
- 17 gennaio - Derrick Williams, calciatore irlandese
- 17 gennaio - Peceli Yato, rugbista a 15 figiano
- 17 gennaio - Andrea Zemanová, ex sciatrice alpina e ex sciatrice freestyle ceca
- 18 gennaio - Nicola Bertoglio, ex cestista italiano
- 18 gennaio - Thomas Eisfeld, calciatore tedesco
- 18 gennaio - Courtney Frerichs, siepista statunitense
- 18 gennaio - Elin Gustavsson, cestista svedese
- 18 gennaio - Martin Karndu, ex calciatore liberiano
- 18 gennaio - Thanat Lowkhunsombat, attore televisivo thailandese
- 18 gennaio - Mateus Lima Cruz, calciatore brasiliano
- 18 gennaio - Nicolai Næss, calciatore norvegese
- 18 gennaio - Evelina Nikolova, lottatrice bulgara
- 18 gennaio - Laura Oberto, multiplista italiana
- 18 gennaio - Juan Fernando Quintero, calciatore colombiano
- 18 gennaio - João Carlos Teixeira, calciatore portoghese
- 18 gennaio - Bernard Thompson, cestista statunitense
- 18 gennaio - Morgan York, attrice e scrittrice statunitense
- 18 gennaio - Erik Zenga, calciatore russo
- 19 gennaio - Kenyi Adachi, ex calciatore messicano
- 19 gennaio - Krisztián Adorján, ex calciatore ungherese
- 19 gennaio - Anthony Bardon, ex calciatore inglese
- 19 gennaio - Walter Benítez, calciatore argentino
- 19 gennaio - Bence Biczó, nuotatore ungherese
- 19 gennaio - Belle Brockhoff, snowboarder australiana
- 19 gennaio - Jesús Castro, attore spagnolo
- 19 gennaio - Ricardo Centurión, calciatore argentino
- 19 gennaio - Chris Eißler, slittinista tedesco
- 19 gennaio - Naoki Hayashi, giocatore di football americano giapponese
- 19 gennaio - João Mário, calciatore portoghese
- 19 gennaio - Gus Lewis, attore britannico
- 19 gennaio - Marcos Júnior, calciatore brasiliano
- 19 gennaio - Liu Yanhan, pallavolista cinese
- 19 gennaio - Diego Oyarzún, calciatore cileno
- 19 gennaio - Matej Poliak, judoka slovacco
- 19 gennaio - Ali Assadalla, calciatore bahreinita
- 19 gennaio - Érick Torres, calciatore messicano
- 19 gennaio - Daniel Turek, ciclista su strada ceco
- 20 gennaio - Felipe Aguilar, calciatore colombiano
- 20 gennaio - Federico Cartabia, calciatore argentino
- 20 gennaio - Nicholas Choi, schermidore hongkonghese
- 20 gennaio - Lorenzo Crisetig, calciatore italiano
- 20 gennaio - Dou Dan, pugile cinese
- 20 gennaio - Quincy Ford, cestista statunitense
- 20 gennaio - Xavier Ford, cestista statunitense
- 20 gennaio - Demish Gaye, velocista giamaicano
- 20 gennaio - Pierriá Henry, cestista statunitense
- 20 gennaio - Khalifa Jabbie, calciatore sierraleonese
- 20 gennaio - Francisco Manuel Geraldo Rosa, calciatore portoghese
- 20 gennaio - Tommy Macias, judoka svedese
- 20 gennaio - DeVante Parker, ex giocatore di football americano statunitense
- 20 gennaio - László Pekár, calciatore ungherese
- 20 gennaio - Morgane Polanski, attrice francese
- 20 gennaio - Ağabala Ramazanov, ex calciatore azero
- 20 gennaio - Livia Rossi, attrice italiana
- 20 gennaio - Andrij Totovyc'kyj, calciatore ucraino
- 20 gennaio - Livio Wenger, pattinatore di velocità su ghiaccio e pattinatore di velocità in-line svizzero
- 21 gennaio - Irene Baldessari, mezzofondista italiana
- 21 gennaio - Michael Brouwer, calciatore olandese
- 21 gennaio - Cris Cab, cantante statunitense
- 21 gennaio - Mohamed Chibi, calciatore marocchino
- 21 gennaio - Erbil Eroğlu, ex cestista turco
- 21 gennaio - Karma Rx, ex attrice pornografica statunitense
- 21 gennaio - Menelaos Kokkinakīs, pallavolista greco
- 21 gennaio - Muralha, calciatore brasiliano
- 21 gennaio - Judikael Magique, calciatore ivoriano
- 21 gennaio - Clément Mignon, ex nuotatore francese
- 21 gennaio - Lorenzo Nista, schermidore italiano
- 21 gennaio - Salem Rashid, calciatore emiratino
- 21 gennaio - Chiara Pierobon, ciclista su strada e pistard italiana († 2015)
- 21 gennaio - Jordan Richards, giocatore di football americano statunitense
- 21 gennaio - Tuval Shafir, attore israeliano
- 21 gennaio - Wincent Weiss, cantante tedesco
- 21 gennaio - Jarvis Williams, cestista statunitense
- 21 gennaio - Megan Wynne, calciatrice gallese
- 22 gennaio - Maximiliano Amondarain, calciatore uruguaiano
- 22 gennaio - Promise Amukamara, cestista statunitense
- 22 gennaio - Netta Barzilai, cantante israeliana
- 22 gennaio - Alexandre Coria, copilota di rally francese
- 22 gennaio - Kukula, calciatore capoverdiano
- 22 gennaio - Quandre Diggs, giocatore di football americano statunitense
- 22 gennaio - Keagan Dolly, calciatore sudafricano
- 22 gennaio - Jesús Escoboza, calciatore messicano
- 22 gennaio - Rio Haryanto, ex pilota automobilistico indonesiano
- 22 gennaio - Perturbator, musicista francese
- 22 gennaio - Ezinne Kalu, cestista statunitense
- 22 gennaio - Tomás Lavanini, rugbista a 15 argentino
- 22 gennaio - Boris Makoev, lottatore russo
- 22 gennaio - Daryl McCormack, attore irlandese
- 22 gennaio - Michał Nalepa, calciatore polacco
- 22 gennaio - Steven Nelson, ex giocatore di football americano statunitense
- 22 gennaio - Beatrice Rana, pianista italiana
- 22 gennaio - Richard Rodgers, giocatore di football americano statunitense
- 22 gennaio - Palina Seranosava, fondista russa
- 22 gennaio - Eirik Skaasheim, ex calciatore norvegese
- 22 gennaio - Filip Stojković, calciatore serbo
- 22 gennaio - Travis Trice, cestista statunitense
- 23 gennaio - Denise Betsema, ciclocrossista olandese
- 23 gennaio - Ronald Blair, giocatore di football americano statunitense
- 23 gennaio - Dominique Bruinenberg, calciatrice olandese
- 23 gennaio - Diadié Diarra, calciatore francese
- 23 gennaio - Iván Díaz, calciatore argentino
- 23 gennaio - Ross Docherty, calciatore scozzese
- 23 gennaio - Giovanni Graffigna, pallanuotista italiano
- 23 gennaio - Islam Jašuev, judoka russo
- 23 gennaio - Andrés Oña, calciatore ecuadoriano
- 23 gennaio - Umberto Pilla, rugbista a 15 italiano
- 23 gennaio - Telmo Pinto, hockeista su pista portoghese
- 23 gennaio - Henry Pupi, calciatore samoano
- 23 gennaio - Margaret Riley, pallavolista statunitense
- 23 gennaio - Henrik Širko, cestista croato
- 23 gennaio - Andrea Thürler, ex sciatrice alpina svizzera
- 23 gennaio - Patrick Tuipulotu, rugbista a 15 neozelandese
- 23 gennaio - Fabio Álvarez, calciatore argentino
- 23 gennaio - Ryōta Ōshima, calciatore giapponese
- 24 gennaio - Tanja Frank, velista austriaca
- 24 gennaio - Francesca Fusco, nuotatrice italiana
- 24 gennaio - Melisa Gretter, cestista argentina
- 24 gennaio - Jazmon Gwathmey, cestista statunitense
- 24 gennaio - Mohammed Hameed, calciatore iracheno
- 24 gennaio - Devon van Oostrum, cestista olandese
- 24 gennaio - Sara Santostasi, attrice e ballerina italiana
- 24 gennaio - Pablo Sánchez, ex calciatore spagnolo
- 24 gennaio - Yoon Ji-su, schermitrice sudcoreana
- 25 gennaio - Tomasz Byrt, ex saltatore con gli sci polacco
- 25 gennaio - Michela De Rossi, attrice italiana
- 25 gennaio - Ahmed Fatehi, calciatore qatariota
- 25 gennaio - Simon Handle, calciatore tedesco
- 25 gennaio - Kevin Holt, calciatore scozzese
- 25 gennaio - Huang Yuxiang, giocatore di badminton cinese
- 25 gennaio - Kasper Larsen, ex calciatore danese
- 25 gennaio - Amel Majri, calciatrice tunisina
- 25 gennaio - Iris Mittenaere, modella francese
- 25 gennaio - Pavel Mogilevec, ex calciatore russo
- 25 gennaio - Toma Nikiforov, judoka belga
- 25 gennaio - Aleksi Paananen, calciatore finlandese
- 25 gennaio - Kruize Pinkins, cestista statunitense
- 25 gennaio - Ishmael Pole, calciatore papuano
- 25 gennaio - Shereesha Richards, cestista giamaicana
- 25 gennaio - Léon Wahnawé, calciatore francese
- 26 gennaio - Miguel Borja, calciatore colombiano
- 26 gennaio - Cameron Bright, attore canadese
- 26 gennaio - Edu Campabadal, calciatore spagnolo
- 26 gennaio - Lana Clelland, calciatrice scozzese
- 26 gennaio - Giuseppe De Domenico, attore italiano
- 26 gennaio - Till Gloger, cestista tedesco
- 26 gennaio - Tanner McEvoy, giocatore di football americano statunitense
- 26 gennaio - Kevin Pangos, cestista canadese
- 26 gennaio - Alice Powell, pilota automobilistica britannica
- 26 gennaio - Preston Rabb, ex giocatore di football americano e allenatore di football americano statunitense
- 26 gennaio - Angela Raffa, politica italiana
- 26 gennaio - Anna Schaffelhuber, sciatrice alpina tedesca
- 26 gennaio - Mykyta Ševčenko, calciatore ucraino
- 26 gennaio - Vasilisa Stepanova, canottiera russa
- 26 gennaio - Florian Thauvin, calciatore francese
- 26 gennaio - Julius Wolf, cestista tedesco
- 26 gennaio - Iryna Žuk, astista bielorussa
- 26 gennaio - Ilka van de Vyver, pallavolista belga
- 27 gennaio - Awudu Abass, cestista italiano
- 27 gennaio - Mehdi Amhand, taekwondoka svizzero
- 27 gennaio - Gheorghe Anton, ex calciatore moldavo
- 27 gennaio - Aadil Assana, calciatore francese
- 27 gennaio - Shauna Coxsey, arrampicatrice britannica
- 27 gennaio - Tarō Daniel, tennista giapponese
- 27 gennaio - Gaber Dobrovoljc, calciatore sloveno
- 27 gennaio - Roxane Duran, attrice francese
- 27 gennaio - Daniele Grassi, hockeista su ghiaccio svizzero
- 27 gennaio - Etzaz Hussain, calciatore norvegese
- 27 gennaio - Juryj Kavalëŭ, calciatore bielorusso
- 27 gennaio - Erika Moretti, giocatrice di calcio a 5 e ex calciatrice italiana
- 27 gennaio - Saint-Cyr Ngam Ngam, calciatore centrafricano
- 27 gennaio - Yaya Sanogo, calciatore francese
- 27 gennaio - Nahuel Zárate, calciatore argentino
- 27 gennaio - Filip Zubčić, sciatore alpino croato
- 27 gennaio - Fernando Neto, calciatore brasiliano
- 28 gennaio - Arnaud Art, astista belga
- 28 gennaio - Richmond Boakye, calciatore ghanese
- 28 gennaio - John Anthony Brooks, calciatore statunitense
- 28 gennaio - Mauricio Cuero, calciatore colombiano
- 28 gennaio - Chukwuebuka Enekwechi, pesista statunitense
- 28 gennaio - Tornik'e Grigalashvili, calciatore georgiano
- 28 gennaio - Brandon Mechele, calciatore belga
- 28 gennaio - Corey Moore, giocatore di football americano statunitense
- 28 gennaio - Hanner Mosquera, cestista colombiano
- 28 gennaio - Iszmail Muszukajev, lottatore russo
- 28 gennaio - Santiago Nagüel, calciatore argentino
- 28 gennaio - Hawk, rapper greco
- 28 gennaio - Will Poulter, attore britannico
- 28 gennaio - Speedy Smith, cestista statunitense
- 28 gennaio - Coline Varcin, ex biatleta francese
- 28 gennaio - Debora Vivarelli, tennistavolista italiana
- 28 gennaio - Alan Williams, cestista statunitense
- 28 gennaio - Alcides de Souza Faria Júnior, calciatore brasiliano
- 29 gennaio - Fábio Abreu, calciatore portoghese
- 29 gennaio - Simen Ramberg Christensen, ex sciatore alpino norvegese
- 29 gennaio - Connor Cook, ex giocatore di football americano statunitense
- 29 gennaio - Seth DeValve, giocatore di football americano statunitense
- 29 gennaio - Julián Figueroa, calciatore colombiano
- 29 gennaio - Rafał Kurzawa, calciatore polacco
- 29 gennaio - Masatoshi Kushibiki, calciatore giapponese
- 29 gennaio - Kyary Pamyu Pamyu, modella, cantante e blogger giapponese
- 29 gennaio - Michelle Larcher de Brito, ex tennista portoghese
- 29 gennaio - Óscar Linton, calciatore panamense
- 29 gennaio - Shawn Long, cestista statunitense
- 29 gennaio - Josiel Núñez, calciatore panamense
- 29 gennaio - Lewis Pullman, attore statunitense
- 29 gennaio - Valeri Q'azaishvili, calciatore georgiano
- 29 gennaio - Álvaro Ratón, calciatore spagnolo
- 29 gennaio - Deniz Türüç, calciatore olandese
- 29 gennaio - Ruben Zepuntke, triatleta, ex ciclista su strada e pistard tedesco
- 29 gennaio - Akiko Ōmae, tennista giapponese
- 30 gennaio - Kate Bock, modella canadese
- 30 gennaio - Veronica Dell'Olio, cestista italiana
- 30 gennaio - Roberto Disma, attore, scrittore e drammaturgo italiano
- 30 gennaio - Gabriel Esparza, calciatore argentino
- 30 gennaio - Ivan Hladík, calciatore slovacco
- 30 gennaio - Kaneko Ayano, cantautrice, modella e attrice giapponese
- 30 gennaio - Aljaksandr Katljaroŭ, calciatore bielorusso
- 30 gennaio - Maksym Lucenko, cestista ucraino
- 30 gennaio - Katy Marchant, pistard britannica
- 30 gennaio - Mikel Motos, cestista spagnolo
- 30 gennaio - Ryan Regez, sciatore freestyle svizzero
- 30 gennaio - Ruebyn Richards, taekwondoka britannico
- 30 gennaio - Lasha Shindagoridze, ex calciatore georgiano
- 30 gennaio - James Sinclair, ex cestista statunitense
- 30 gennaio - Thitipoom Techaapaikhun, attore e conduttore televisivo thailandese
- 31 gennaio - Ahmed Alaaeldin, calciatore qatariota
- 31 gennaio - Majed Radhi Al-Sayed, multiplista kuwaitiano
- 31 gennaio - Yaqoub Al-Youha, ostacolista kuwaitiano
- 31 gennaio - Tristan Do, calciatore thailandese
- 31 gennaio - Louisa Harland, attrice irlandese
- 31 gennaio - Tommi Huolila, cestista finlandese
- 31 gennaio - Ku Bon-chan, arciere sudcoreano
- 31 gennaio - Fernando Lewis, calciatore olandese
- 31 gennaio - Steffen Lie Skålevik, calciatore norvegese
- 31 gennaio - Sofia Luciani, ex giocatrice di calcio a 5 e ex calciatrice italiana
- 31 gennaio - Liam Moore, ex calciatore inglese
- 31 gennaio - Joash Onyango, calciatore keniota
- 31 gennaio - Catalina Pella, tennista argentina
- 31 gennaio - Qiu Bo, tuffatore cinese
- 31 gennaio - Sanan Vjačeslavovič Sjugirov, scacchista russo
- 31 gennaio - Ford Swette, ex sciatore alpino canadese